# روی کامپوس
روی کامپوس (پرتغالی: Rui Campos; ۲ اوت ۱۹۲۲ – ۲ ژانویهٔ ۲۰۰۲) بازیکن فوتبال اهل برزیل بود.
از باشگاه‌هایی که در آن بازی کرده‌است می‌توان به باشگاه فوتبال پالمیراس، باشگاه فوتبال فلومیننزه، باشگاه فوتبال سائو پائولو، باشگاه فوتبال سانتوس، و باشگاه ورزشی بانگو اشاره کرد.
وی همچنین در تیم ملی فوتبال برزیل بازی کرده‌است.